# 金蓮寺 (岐阜県垂井町)
金蓮寺（きんれんじ）は、岐阜県垂井町にある時宗の寺院である。

## 概要
本尊は阿弥陀如来。かつては御所野道場とも呼ばれた。足利春王丸、足利安王丸終焉の地として知られる。
延暦年間に伝教大師最澄によって、天台宗の寺院として御所野の地に開かれたと伝わり、創建当初は南宮大社の神宮寺であった。応永17年（1410年）に遊行上人11世自空により中興され、時宗の寺院となる。嘉吉元年（1441年）には、結城合戦に敗れた足利持氏の子、足利春王丸と足利安王丸の2人が京都へ護送される途中、当地で斬殺されている。その際に遊行上人17世睴幽により弔われ、その木像が作られている。慶長5年（1600年）、関ヶ原の戦いにより兵火を受けて焼け落ちたため、現在地に再建された。また、成立した江戸幕府により、350石有していた寺領の大半を没収されて寺領は35石となっている。
旧境内地には足利春王丸、足利安王丸兄弟の墓があり、岐阜県指定の史跡となっている。また、寺内に祀られている同兄弟の木像は垂井町の文化財に指定されている。